# Derby barcelonais
Le Derby barcelonais, Derbi barcelonés, Derby de Catalogne ou Derby catalan se réfère à l'antagonisme entre les deux clubs de football principaux de Barcelone, le FC Barcelone et le RCD Espanyol. La première confrontation a lieu le 27 janvier 1901 et voit la victoire du FC Barcelone. Le premier derby professionnel est disputé le 7 avril 1929, à l'occasion du premier championnat d'Espagne, et voit également la victoire du FC Barcelone.
Si le FC Barcelone est à la tête d'un des palmarès les plus importants sur la scène nationale et continentale, l'Espanyol ne compte que quatre coupes d'Espagne et deux finales de Coupe UEFA à son actif.
De plus, cette rivalité est marquée par la revendication d'une identité catalane. Bien que le RCD Espanyol ait été fondé par des Espagnols principalement originaires de la Catalogne, le Barça nourrit depuis une attache très forte au catalanisme.

## Origine de la rivalité
La rivalité tire son origine d'une différence de vision politique de la part des supporters des deux clubs. En outre, le RCD Espanyol rassemble les partisans d'une Espagne unie, faisant souvent partie d'une classe populaire et ouvrière, tandis que le FC Barcelone fédère pour sa part les autonomistes catalans, souvent d'une classe moyenne bourgeoise,. Les fondateurs de l'Español avaient pour objectif de créer un club pour représenter les classes ouvrières, par opposition au cosmopolitisme mondain du FC Barcelone. Le FCB nourrit traditionnellement une attache très forte au catalanisme et plus généralement à tout ce qui se rattache à sa région de Catalogne, en opposition au centralisme de Madrid.
Depuis 1995 et la catalanisation du nom de l'Español en Espanyol, l'opposition unionistes/catalanistes entre les deux clubs s'est apaisée.
La rivalité se maintient entre les deux clubs de par sa longue histoire, mais également parce qu'il s'agit du seul « vrai derby » disputé par le FC Barcelone, en opposition aux affiches l'opposant aux plus célèbres clubs européens, comme le Bayern Munich. La différence flagrante de niveau entre les deux clubs a toutefois atténué la rivalité, notamment à partir de la fin des années 1950, sans toutefois provoquer une baisse du nombre d'incidents entre supporters.

## Historique

### Débuts cordiaux (1900-1911)
Le football arrive à Barcelone tout à la fin du XIXe siècle, ce qui engendre la fondation de deux des plus grands clubs d'Espagne : le FC Barcelone en 1899 et le RCD Español en 1900. L'Español marque son antagonisme dès sa fondation : en outre, les enseignants de l’université de Barcelone à l'origine du club, décident de le nommer sociedad española de futbol pour se différencier du FC Barcelone, fondé par un étranger, le Suisse Hans Gamper, et marquer ainsi leur identité espagnole.
Le premier derby disputé entre les deux clubs est disputé le 4 mars 1906, selon le Mundo Deportivo, dans le Championnat de Catalogne. Le match s'est déroulé sur le terrain du Foot-Ball Club "Barcelone" et opposé alors le FC Barcelone au X Sporting ancêtre et descendant de l'Espanyol. Le FC Barcelone gagna alors le match par un score de 2 à 0 grâce à des buts de Comamala et de Harris. Ces chocs citadins ne sont toutefois pas les grandes rivalités qu'ils sont aujourd'hui.
Malgré tout, comme le rappelle Joan Segura Palomares, spécialiste de l'Espanyol, le premier match entre les deux clubs a été disputé le 27 janvier 1901. L'Español aurait alors ouvert le score avec un but d'Àngel Ponz mais aurait perdu 4 à 1 à la suite d'un quadruplé du Suisse Gamper. À la fin de ce match, Gamper et les autres joueurs du FC Barcelone aurait entonné trois hourras pour féliciter le comportement fair-play de l'Español.

### Genèse et amplification de la rivalité (1911-1950)
La bonne entente entre les deux clubs ne dure toutefois pas. Lors de la saison 1910-1911, l'Español s'est auto-proclamé vice-champion de la Coupe d'Espagne dans la phase finale disputée à Bilbao. Plusieurs clubs, parmi eux le Barça, ont choisi de ne pas assister à ce rendez-vous final, qui a donc été clairement dévalué.
La saison suivante, la Fédération royale espagnole de football, pour récupérer la faveur du FC Barcelone[Quoi ?], a choisi de lui accorder l'organisation de la Coupe suivante, ce que l'Español a considéré comme une offense. Le Barça a gagné cette Coupe, où l'Español n'a donc pas pris part, et l'Español a alors proposé un défi à son rival pour décider d'un superchampion. Il y a eu une double victoire de l'Español (1-0 et 4-0) mais le second choc s'est soldé par un scandale d'une telle proportion que les deux clubs, en plus de s'être accusé mutuellement de l'avoir provoqué, ont rédigé des lettres dans lesquelles ils juraient de ne plus jamais s'affronter.
Selon Jaume Sobrequés, historien et ancien dirigeant du FC Barcelone, c'est à l'époque avant la Guerre civile que la rivalité a été la plus forte, lors des confrontations dans le championnat de Catalogne.

### Derbys de plus en plus déséquilibrés (1950-1987)
Durant les années 1950, le FC Barcelone s'impose comme un des seuls clubs pouvant lutter contre la domination du Real Madrid. Malgré tout, lors de la saison 1950-1951, lors d'un derby, l'Español bat le FC Barcelone 6 à 0. Un record, qui, tient encore aujourd'hui, malgré la domination totale des blaugranas lors des derbys. En 1957, les deux clubs s'opposent en finale de la coupe nationale. Le Barça s'impose alors 1 à 0 notamment grâce à Ladislao Kubala, à Antoni Ramallets et à Ramon Alberto Villaverde.

### Une rivalité atténuée par la différence de niveau (depuis 1987)
Le derby de novembre 1992 présente une affiche très déséquilibrée, puisque le FC Barcelone est déjà leader, avec une seule défaite sur les onze journées précédentes, tandis que l'Espanyol est treizième, à la lutte pour le maintien. Le FC Barcelone s'impose 5-0 grâce à des buts de Stoichkov, Nadal, Koeman, Witschge et Begiristain, infligeant au club blaugrana la pire défaire de l'histoire des derbys barcelonais. À l'issue de la saison, l'Espanyol est relégué en Segunda División, aucun derby n'est donc joué en 1993-1994.
En février 2003, le derby se présente dans un contexte particulier puisque les deux clubs se retrouvent en position délicate pour le maintien. En outre, le FC Barcelone, plutôt habitué à jouer le haut du tableau, doit faire face à une grave crise interne, et une défaite face à l'Espanyol pourrait l'amener en position de relégable. Vainqueur dans le derby, le FC Barcelone termine la saison à la sixième place, alors que l'Espanyol termine premier non-relégable.
Le 16 octobre 2004, le derby voit la première apparition professionnelle du jeune Lionel Messi, alors âgé de 17 ans, remplaçant alors le portugais Deco, devenant ensuite l'un des meilleurs footballeurs du début du XXIe siècle,,,.
En juin 2007, le Barça dispute l'avant-dernière journée du championnat national contre l'Espanyol, ce match sera marqué par la réussite de Raúl Tamudo, qui « prive le Barça du titre de champion d'Espagne ». Tenuto ouvre le score mais est vite repris par Messi qui marque deux buts ; comme le Real est tenu en échec à Saragosse (2-2), le FC Barcelone est virtuellement leader. Cependant, à la dernière minute, Tamudo marque à nouveau, permettant à son club d'égaliser et empêchant le FCB de prendre la tête. Une semaine après, le Real est sacré champion.
Le 21 février 2009, pour la 24e journée de championnat, l'Espanyol bat le FC Barcelone grâce à deux buts d'Iván de la Peña alors que le FCB était invaincu depuis le début du championnat, en août 2008, ce qui constitue un exploit dans cette saison largement dominée par le FCB, vainqueur par la suite de la Liga, la Coupe du Roi, et la Ligue des champions.
En décembre 2010, lors du premier derby se déroulant après la Coupe du monde, les supporters de l'Espanyol sifflent les noms de tous les joueurs du FC Barcelone quand ils sont cités par le speaker, sauf Andrés Iniesta, qui voit son nom scandé par les supporters. En effet, quelques mois plus tôt, après avoir marqué le but décisif en finale de la Coupe du monde, il enlève son tee-shirt et fait un hommage à Daniel Jarque, capitaine de l'Espanyol, mort un an plus tôt ; il reçoit peu après la médaille d'or de l'Espanyol Barcelone.
Le 8 juillet 2020, l'Espanyol est officiellement relégué en Segunda División après avoir subi sa 21e défaite de la saison en Liga 2019-2020 face au FC Barcelone.

## Stades et spectateurs

### Infrastructures

#### FC Barcelone

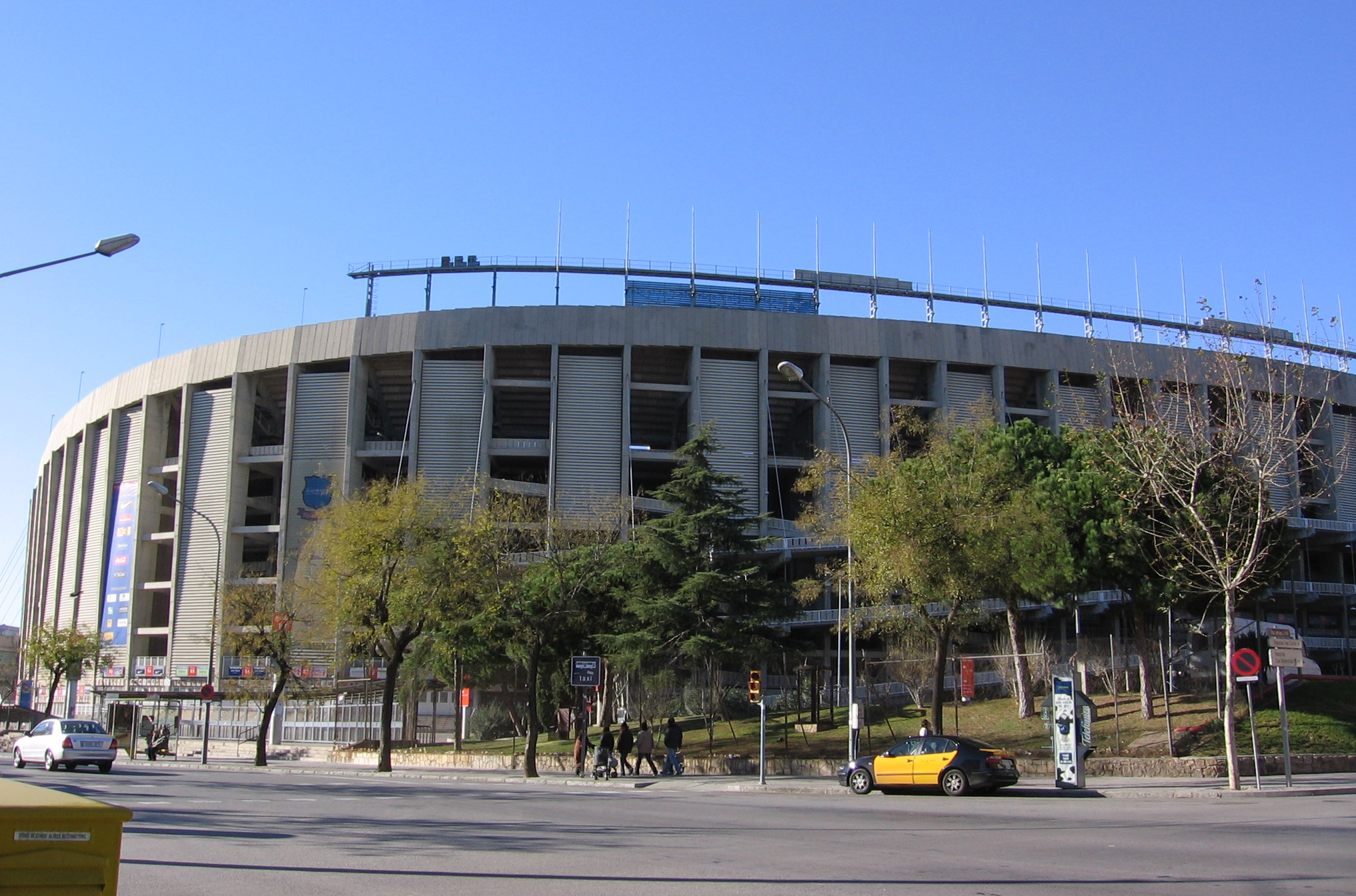
Façade du Camp Nou.

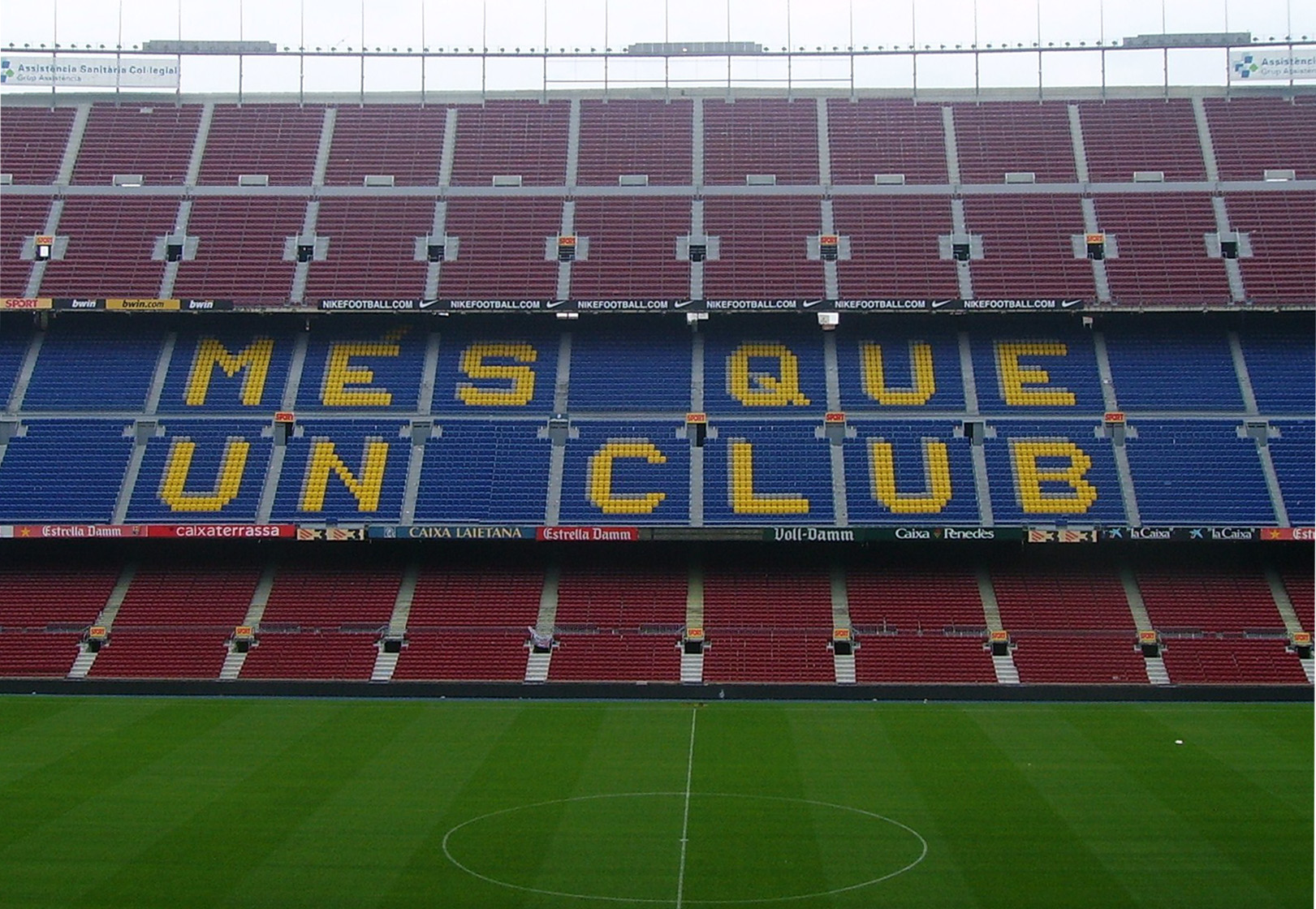
Le Camp Nou, stade du Barça.

Le FC Barcelone est résident et propriétaire du Camp Nou, un stade de 99 354 places parmi les plus célèbres au monde, situé dans le quartier Les Corts, à l'ouest de Barcelone.
Le Camp Nou est considéré comme l'enfant de László Kubala : c'est en effet le formidable élan donné au club catalan par l'arrivée du célèbre joueur hongrois en 1950 qui oblige les dirigeants de l'époque à se lancer dans la construction d'un nouveau stade pour remplacer le vieillissant stade des Corts, surnommé le « Vell Camp » en français : « le vieux stade ». Ce dernier, inauguré en 1922 pour remplacer le précédent Camp de la Indústria, atteint une capacité de 60 000 places après plusieurs agrandissements successifs, mais apparaît trop vétuste par rapport aux ambitions du club.
Fin 1950, le club achète des terrains près du stade, dans le quartier Les Corts mais des divergences font traîner le début des travaux pendant plus de trois années. Le 24 septembre 1957, la nouvelle enceinte est inaugurée. Agrandi pour la Coupe du monde de 1982, le Camp Nou atteint alors sa capacité maximale de 120 000 places. Après différentes rénovations au cours des années 1990 et 2000, le stade compte actuellement environs 100 000 places. Des travaux d'agrandissement sont régulièrement envisagés.

#### RCD Espanyol

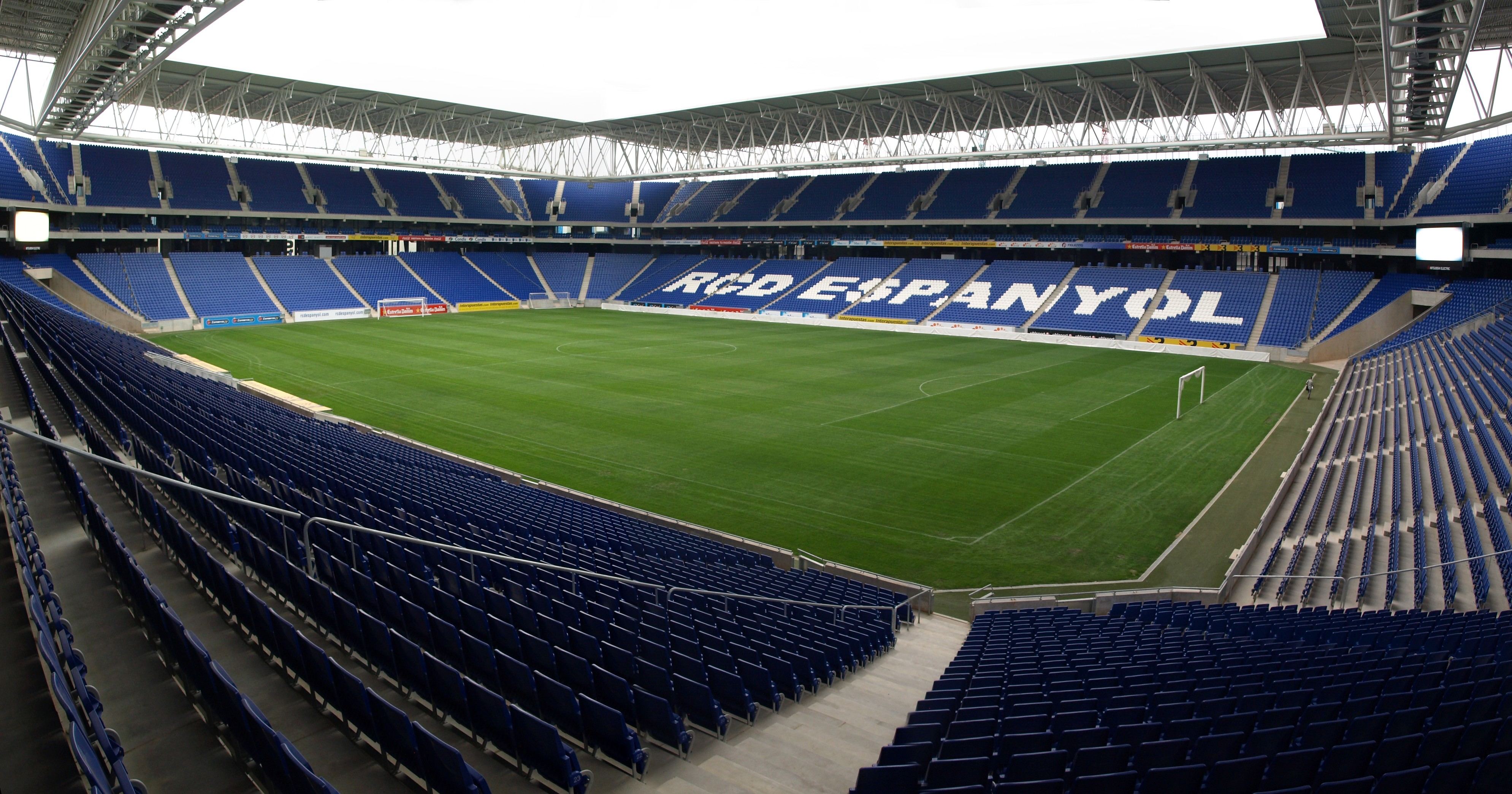
Cornellá-El Prat, stade de l'Espanyol.

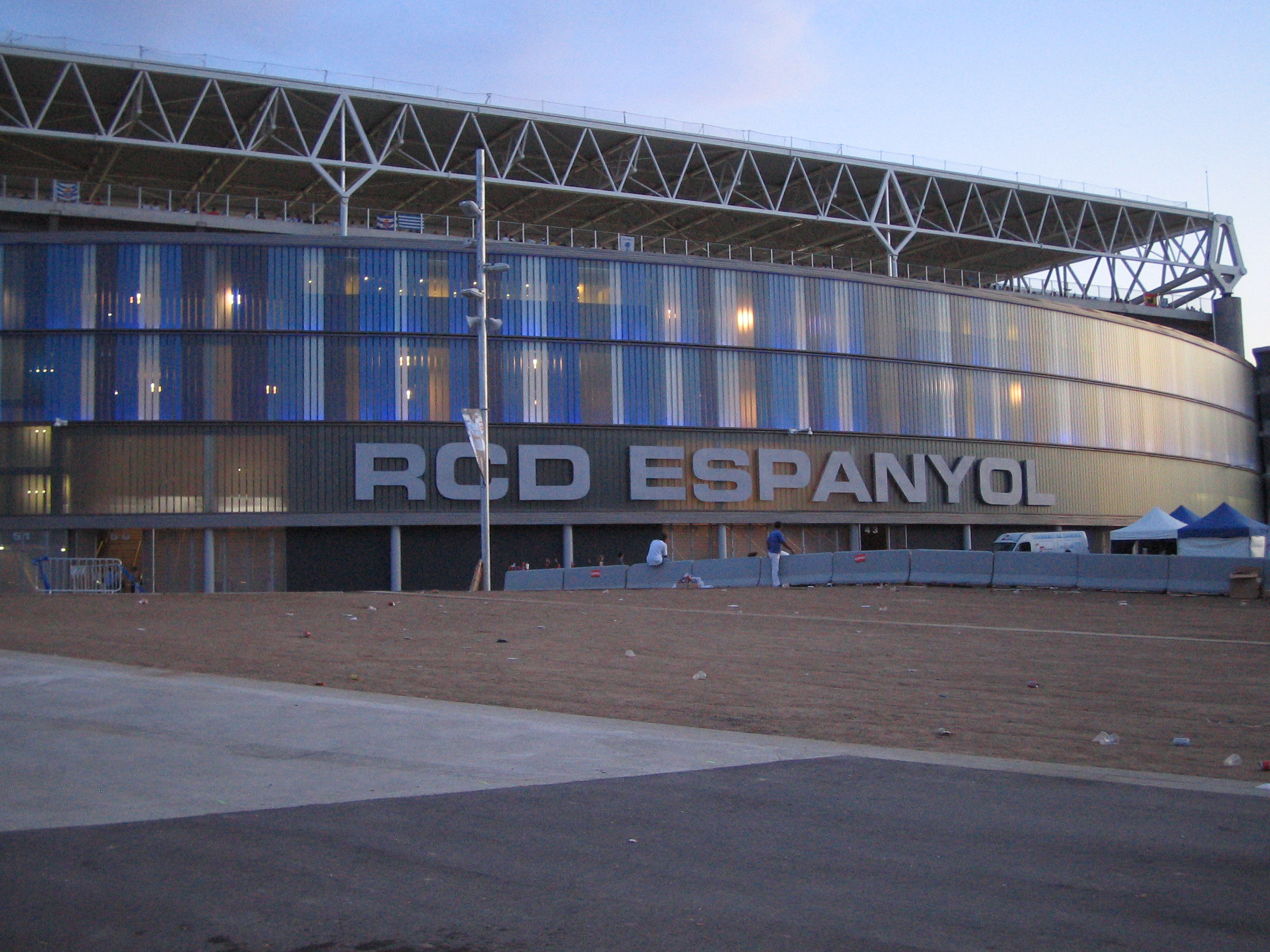
Vue du nouveau stade du RCD à Cornellà.

Historiquement le club jouait ses matches dans l'Estadi de Sarrià, qui avait une capacité de 43 000 spectateurs. Il a accueilli la Coupe du monde de football de 1982 et le championnat de football des Jeux olympiques d'été de 1992. Il a été démoli en 1997, 74 ans après son inauguration, à cause des problèmes économiques du club. De 1996 jusqu'à la saison 2008-09 le club jouait ses matchs, au Stade Olympique Lluís Companys à Montjuïc, le stade des Jeux olympiques d'été de 1992 de Barcelone. En 2003 la première pierre du nouveau stade de Cornellá est posée. Il peut accueillir 40 500 spectateurs, tous assis. L'inauguration a lieu le 2 août 2009 par un match amical contre le Liverpool FC, que les bleus et blanc remportent par 3 à 0. 
Le stade est renommé en RCDE Stadium Stadium en 2016 après avoir porté deux années durant le nom de Power8 Stadium.

## Résultats sportives

### Championnat d'Espagne
| #   | Saison  | Journée | Rencontre             | Résultat | Buts (domicile)                                                           | Buts (extérieur)                                         |
| --- | ------- | ------- | --------------------- | -------- | ------------------------------------------------------------------------- | -------------------------------------------------------- |
| 1   | 1928-29 | 8       | FC Barcelone-Español  | 1 – 0    | Sastre (80)                                                               |                                                          |
| 2   | 1928-29 | 17      | Español-FC Barcelone  | 1 – 1    | Juvé (54)                                                                 | Sastre (89)                                              |
| 3   | 1929-30 | 8       | Español-FC Barcelone  | 4 – 0    | Gallart (18)(26)(67), Ventolrà (39)                                       |                                                          |
| 4   | 1929-30 | 17      | FC Barcelone-Español  | 5 – 4    | Goiburu (14)(35), Diego (32), Bestit (85), Martí (87)                     | Solé (12), Padrón (21), Gallart (68), Ventolrà (70)      |
| 5   | 1930-31 | 6       | FC Barcelone-Español  | 6 – 2    | Arocha (10)(20)(69), Bestit (16)(25), Roig (81)                           | Edelmiro (14)(48)                                        |
| 6   | 1930-31 | 15      | Español-FC Barcelone  | 4 – 4    | Edelmiro (14), Bonal (21), Solé (12), Besolí (81)                         | Sastre (7), Arocha (16)(44)(66)                          |
| 7   | 1931-32 | 3       | Español-FC Barcelone  | 0 – 3    |                                                                           | Goiburu (53), Ramon (68), Samitier (75)                  |
| 8   | 1931-32 | 12      | FC Barcelone-Español  | 2 – 2    | Samitier (22), Zabalo (78)                                                | Prat (29)(63)                                            |
| 9   | 1932-33 | 8       | FC Barcelone-Español  | 1 – 1    | Helguera (75)                                                             | Prat (51)                                                |
| 10  | 1932-33 | 17      | Español-FC Barcelone  | 2 – 1    | Pueyo (79)(81)                                                            | Artigas (33)                                             |
| 11  | 1933-34 | 2       | FC Barcelone-Español  | 5 – 0    | Ventolrà (14), Ramon (15)(50), Morera (75)(77)                            |                                                          |
| 12  | 1933-34 | 11      | Español-FC Barcelone  | 3 – 2    | Prat (17), Iriondo (31), Edelmiro II (72)                                 | Ventolrà (52)(84)                                        |
| 13  | 1934-35 | 6       | Español-FC Barcelone  | 4 – 1    | Iriondo (27)(53), Edelmiro (42), Prat (71)                                | Raich (89)                                               |
| 14  | 1934-35 | 17      | FC Barcelone-Español  | 2 – 2    | Raich (43), Berkessy (59)                                                 | Prat (33), Edelmiro II (73)                              |
| 15  | 1935-36 | 1       | Español-FC Barcelone  | 1 – 0    | Edelmiro (78)                                                             |                                                          |
| 16  | 1935-36 | 12      | FC Barcelone-Español  | 2 – 0    | Enrique Fernández (26), Escolà (64)                                       |                                                          |
| 17  | 1939-40 | 1       | FC Barcelone-Español  | 0 – 1    |                                                                           | Martínez Català (40)                                     |
| 18  | 1939-40 | 12      | Español-FC Barcelone  | 1 – 1    | Prat (37)                                                                 | Emilín (66)                                              |
| 19  | 1940-41 | 6       | FC Barcelone-Español  | 2 – 3    | Gràcia (8), Vergara (12)                                                  | Martínez Català (14)(62), Mas (16)                       |
| 20  | 1940-41 | 17      | Español-FC Barcelone  | 3 – 1    | Martínez Català (48), Jorge (55), Ara (77)                                | Cardús (p.p.) (17)                                       |
| 21  | 1941-42 | 2       | Español-FC Barcelone  | 5 – 2    | Jorge (9)(23), Macala (60)(71), Mas (88)                                  | Martín (74), Navarro (84)                                |
| 22  | 1941-42 | 15      | FC Barcelone-Español  | 1 – 2    | Martín (88)                                                               | Fàbregas (5), Macala (67)                                |
| 23  | 1942-43 | 9       | FC Barcelone-Español  | 2 – 0    | Martín (23), Escolà (75)                                                  |                                                          |
| 24  | 1942-43 | 22      | Español-FC Barcelone  | 1 – 3    | Juncosa (70)                                                              | Bravo (5), Martín (53), Escolà (72)                      |
| 25  | 1943-44 | 9       | Español-FC Barcelone  | 1 – 3    | Martínez Català (7)                                                       | Martín (5), Riba (22)(49)                                |
| 26  | 1943-44 | 22      | FC Barcelone-Español  | 1 – 3    | Balmanya (59)                                                             | Jorge (23)(56), Schild (85)                              |
| 27  | 1944-45 | 9       | FC Barcelone-Español  | 1 – 0    | Martín (55)                                                               |                                                          |
| 28  | 1944-45 | 22      | Español-FC Barcelone  | 1 – 1    | Ortí (37)                                                                 | Gonzalvo III (49)                                        |
| 29  | 1945-46 | 2       | Español-FC Barcelone  | 0 – 2    |                                                                           | Casas (p.p.)(50), Gonzalvo III (83)                      |
| 30  | 1945-46 | 15      | FC Barcelone-Español  | 1 – 0    | Martín (30)                                                               |                                                          |
| 31  | 1946-47 | 9       | Español-FC Barcelone  | 0 – 1    |                                                                           | Escolà (60)                                              |
| 32  | 1946-47 | 22      | FC Barcelone-Español  | 5 – 0    | Escolà (23)(38)(57)(59), Bravo (35)                                       |                                                          |
| 33  | 1947-48 | 11      | Español-FC Barcelone  | 2 – 1    | Segarra (1)(48)                                                           | Badenes (38)                                             |
| 34  | 1947-48 | 24      | FC Barcelone-Español  | 5 – 1    | César Rodríguez (28)(48)(64)(71), Seguer (44)                             | Diego (15)                                               |
| 35  | 1948-49 | 13      | Español-FC Barcelone  | 1 – 1    | Rosendo Hernández (61)                                                    | Basora (12)                                              |
| 36  | 1948-49 | 26      | FC Barcelone-Español  | 2 – 1    | César Rodríguez (63)(70)                                                  | Calvo (27)                                               |
| 37  | 1949-50 | 13      | FC Barcelone-Español  | 1 – 2    | Seguer (44)                                                               | Rosendo Hernández (7), Fàbregas (73)                     |
| 38  | 1949-50 | 26      | Español-FC Barcelone  | 2 – 2    | Artigas (19), Teruel (89)                                                 | César Rodríguez (28), Gonzalvo III (88)                  |
| 39  | 1950-51 | 14      | FC Barcelone-Español  | 4 – 1    | Nicolau (7)(88), César Rodríguez (17)(59)                                 | Egea (29)                                                |
| 40  | 1950-51 | 29      | Español-FC Barcelone  | 6 – 0    | Grau (15)(30), Arcas (28)(88), Marcet (32), Egea (48)                     |                                                          |
| 41  | 1951-52 | 1       | Español-FC Barcelone  | 1 – 0    | Celma (84)                                                                |                                                          |
| 42  | 1951-52 | 16      | FC Barcelone-Español  | 2 – 0    | César Rodríguez (32)(80)                                                  |                                                          |
| 43  | 1952-53 | 12      | FC Barcelone-Español  | 2 – 1    | Hanke (52), Moreno (72)                                                   | Mauri (17)                                               |
| 44  | 1952-53 | 27      | Español-FC Barcelone  | 0 – 2    |                                                                           | Manchón (3), Moreno (18)                                 |
| 45  | 1953-54 | 14      | Español-FC Barcelone  | 0 – 1    |                                                                           | Kubala (57)                                              |
| 46  | 1953-54 | 29      | FC Barcelone-Español  | 1 – 4    | Moreno (20)                                                               | Faura (24), Cruellas (49), Marcet (53), Mauri (60)       |
| 47  | 1954-55 | 3       | FC Barcelone-Español  | 1 – 0    | Areta II (83)                                                             |                                                          |
| 48  | 1954-55 | 18      | Español-FC Barcelone  | 2 – 4    | Cela (17), Gámiz (77)                                                     | Manchón (2)(31)(73), Gimeno (p.p.) (52)                  |
| 49  | 1955-56 | 14      | Español-FC Barcelone  | 0 – 3    |                                                                           | Kubala (50), Brugué (60), Tejada (71)                    |
| 50  | 1955-56 | 29      | FC Barcelone-Español  | 1 – 0    | Villaverde (14)                                                           |                                                          |
| 51  | 1956-57 | 14      | FC Barcelone-Español  | 1 – 1    | Manchón (17)                                                              | Coll (14)                                                |
| 52  | 1956-57 | 29      | Español-FC Barcelone  | 2 – 0    | Faura (57), Arcas (81)                                                    |                                                          |
| 53  | 1957-58 | 10      | FC Barcelone-Español  | 3 – 1    | Evaristo (7), Tejada (13), Kubala (61)                                    | Arcas (49)                                               |
| 54  | 1957-58 | 25      | Español-FC Barcelone  | 2 – 1    | Benavídez (2), Olivella (p.p.) (75)                                       | Evaristo (21)                                            |
| 55  | 1958-59 | 6       | Español-FC Barcelone  | 0 – 3    |                                                                           | Luis Suárez (23), Tejada (54), Evaristo (66)             |
| 56  | 1958-59 | 21      | FC Barcelone-Español  | 5 – 3    | Tejada (4), Kocsis (11)(87), Luis Suárez (53), Kubala (66)                | Camps (10)(78), Coll (50)                                |
| 57  | 1959-60 | 14      | FC Barcelone-Español  | 1 – 0    | Kubala (80)                                                               |                                                          |
| 58  | 1959-60 | 29      | Español-FC Barcelone  | 0 – 1    |                                                                           | Eulogio Martínez (81)                                    |
| 59  | 1960-61 | 8       | FC Barcelone-Español  | 4 – 1    | Tejada (14)(50), Luis Suárez (24), Kocsis (39)                            | Ribera (86)                                              |
| 60  | 1960-61 | 23      | Español-FC Barcelone  | 1 – 2    | Recaman (87)                                                              | Luis Suárez (17), Evaristo (61)                          |
| 61  | 1961-62 | 10      | FC Barcelone-Español  | 2 – 0    | Benítez (21), Vergés (85)                                                 |                                                          |
| 62  | 1961-62 | 25      | Español-FC Barcelone  | 1 – 1    | Bedoya (75)                                                               | Eulogio Martínez (60)                                    |
| 63  | 1963-64 | 14      | Español-FC Barcelone  | 2 – 2    | Paredes (30)(65)                                                          | Kocsis (21), Fusté (47)                                  |
| 64  | 1963-64 | 29      | FC Barcelone-Español  | 5 – 0    | Cayetano Ré (4)(16)(37), Kocsis (12), Gràcia (55)                         |                                                          |
| 65  | 1964-65 | 8       | FC Barcelone-Español  | 1 – 0    | Rifé (35)                                                                 |                                                          |
| 66  | 1964-65 | 23      | Español-FC Barcelone  | 0 – 0    |                                                                           |                                                          |
| 67  | 1965-66 | 8       | Español-FC Barcelone  | 1 – 1    | Bergara (21)                                                              | Rifé (75)                                                |
| 68  | 1965-66 | 23      | FC Barcelone-Español  | 4 – 2    | Zaballa (1)(70), Fusté (2), Rifé (70)                                     | Di Stefano (58), Rodilla (60)                            |
| 69  | 1966-67 | 6       | Español-FC Barcelone  | 2 – 0    | Rodilla (9), Cayetano Ré (42)                                             |                                                          |
| 70  | 1966-67 | 21      | FC Barcelone-Español  | 3 – 1    | Zaballa (38), Eladio (46), Fusté (50)                                     | Cayetano Ré (55)                                         |
| 71  | 1967-68 | 2       | FC Barcelone-Español  | 1 – 0    | Gallego (82)                                                              |                                                          |
| 72  | 1967-68 | 17      | Español-FC Barcelone  | 1 – 0    | Cayetano Ré (71)                                                          |                                                          |
| 73  | 1968-69 | 10      | FC Barcelone-Español  | 1 – 0    | Torres (75)                                                               |                                                          |
| 74  | 1968-69 | 25      | Español-FC Barcelone  | 0 – 0    |                                                                           |                                                          |
| 75  | 1970-71 | 6       | FC Barcelone-Español  | 3 – 0    | Pina (25), Martí Filosia (28)(55)                                         |                                                          |
| 76  | 1970-71 | 21      | Español-FC Barcelone  | 0 – 1    |                                                                           | Martí Filosia (41)                                       |
| 77  | 1971-72 | 2       | Español-FC Barcelone  | 3 – 0    | José María (66), Amiano (73), Eladio (p.p.) (81)                          |                                                          |
| 78  | 1971-72 | 19      | FC Barcelone-Español  | 2 – 0    | Pina (43), Rexach (51)                                                    |                                                          |
| 79  | 1972-73 | 6       | Español-FC Barcelone  | 1 – 1    | José María (12)                                                           | Barrios (45)                                             |
| 80  | 1972-73 | 23      | FC Barcelone-Español  | 0 – 1    |                                                                           | Glaría (67)                                              |
| 81  | 1973-74 | 4       | FC Barcelone-Español  | 3 – 0    | Pina (64), Asensi (73), Juan Carlos (81)                                  |                                                          |
| 82  | 1973-74 | 21      | Español-FC Barcelone  | 0 – 0    |                                                                           |                                                          |
| 83  | 1974-75 | 9       | Español-FC Barcelone  | 5 – 2    | Cuesta (26)(31), Amiano (42)(58), Marañón (82)                            | Migueli (32), Clares (56)                                |
| 84  | 1974-75 | 26      | FC Barcelone-Español  | 4 – 1    | Clares (4)(76), Heredia (32), Rexach (51)                                 | Marañón (62)                                             |
| 85  | 1975-76 | 13      | FC Barcelone-Español  | 5 – 0    | Cruyff (13), Pina (22), Asensi (52), De Felipe (p.p.) (70)(80)            |                                                          |
| 86  | 1975-76 | 30      | Español-FC Barcelone  | 3 – 0    | Caszely (11), Solsona (57), Jeremias (69)                                 |                                                          |
| 87  | 1976-77 | 15      | Español-FC Barcelone  | 2 – 3    | Marañón (63)(72)                                                          | Clares (27), Asensi (62), Neeskens (81)                  |
| 88  | 1976-77 | 32      | FC Barcelone-Español  | 4 – 2    | Clares (20)(38), Asensi (48)(63)                                          | Marañón (34)                                             |
| 89  | 1977-78 | 11      | Español-FC Barcelone  | 1 – 1    | Flores (88)                                                               | Neeskenss (77)                                           |
| 90  | 1977-78 | 28      | FC Barcelone-Español  | 1 – 1    | Zuviría (22)                                                              | Marañón (15)                                             |
| 91  | 1978-79 | 13      | Español-FC Barcelone  | 0 – 2    |                                                                           | Asensi (40), Canito (p.p.) (52)                          |
| 92  | 1978-79 | 30      | FC Barcelone-Español  | 2 – 1    | Asensi (27), Sánchez (48)                                                 | Ayfuch (20)                                              |
| 93  | 1979-80 | 16      | Español-FC Barcelone  | 2 – 0    | Marañón (9), Arabí (87)                                                   |                                                          |
| 94  | 1979-80 | 33      | FC Barcelone-Español  | 3 – 1    | Simonsen (47), Asensi (75), Ramírez (89)                                  | Marañón (32)                                             |
| 95  | 1980-81 | 2       | FC Barcelone-Español  | 3 – 1    | Simonsen (2), Quini (23), Krankl (33)                                     | Roberto Martínez (74)                                    |
| 96  | 1980-81 | 19      | Español-FC Barcelone  | 1 – 0    | Marañón (8)                                                               |                                                          |
| 97  | 1981-82 | 13      | Español-FC Barcelone  | 0 – 4    |                                                                           | Simonsen (66), Quini (77)(80), Schuster (88)             |
| 98  | 1981-82 | 30      | FC Barcelone-Español  | 1 – 3    | Alexanco (73)                                                             | Urbano (60), Lauridsen (17), Murúa (76)                  |
| 99  | 1982-83 | 6       | FC Barcelone-Español  | 1 – 0    | Marcos Alonso (81)                                                        |                                                          |
| 100 | 1982-83 | 23      | Español-FC Barcelone  | 0 – 3    |                                                                           | Carrasco (40), Víctor Muñoz (70), Pichi Alonso (77)      |
| 101 | 1983-84 | 16      | Español-FC Barcelone  | 1 – 0    | Giménez (84)                                                              |                                                          |
| 102 | 1983-84 | 33      | FC Barcelone-Español  | 5 – 2    | Marcos Alonso (8)(20)(34)(86), Carrasco (12)                              | Zúñiga (27), Márquez (59)                                |
| 103 | 1984-85 | 4       | FC Barcelone-Español  | 1 – 0    | Víctor Muñoz (10)                                                         |                                                          |
| 104 | 1984-85 | 21      | Español-FC Barcelone  | 0 – 0    |                                                                           |                                                          |
| 103 | 1985-86 | 17      | FC Barcelone-Español  | 0 – 0    |                                                                           |                                                          |
| 104 | 1985-86 | 34      | Español-FC Barcelone  | 5 – 3    | Márquez (9)(24)(68), Mauri (27), Pineda (88)                              | Schuster (55)(81), Pedraza (89)                          |
| 105 | 1986-87 | 9       | FC Barcelone-Español  | 1 – 0    | Robert (45)                                                               |                                                          |
| 106 | 1986-87 | 26      | Español-FC Barcelone  | 1 – 1    | Gallart (65)                                                              | Carrasco (40)                                            |
| 107 | 1986-87 | 37      | Español-FC Barcelone  | 0 – 0    |                                                                           |                                                          |
| 108 | 1986-87 | 42      | FC Barcelone-Español  | 2 – 1    | Archibald (15)(28)                                                        | Pineda (52)                                              |
| 109 | 1987-88 | 3       | Español-FC Barcelone  | 2 – 0    | Pichi Alonso (61), Orejuela (79)                                          |                                                          |
| 110 | 1987-88 | 22      | FC Barcelone-Español  | 3 – 2    | Linker (1), Schuster (27)(32)                                             | Losada (8), Lauridsen (53)                               |
| 111 | 1988-89 | 1       | FC Barcelone-Español  | 2 – 0    | Begiristain (61), Robert (64)                                             |                                                          |
| 112 | 1988-89 | 20      | Español-FC Barcelone  | 2 – 2    | Gabino (20), Gay (66)                                                     | Bakero (35), Amor (73)                                   |
| 113 | 1990-91 | 1       | Español-FC Barcelone  | 0 – 1    |                                                                           | Stoitchkov (42)                                          |
| 114 | 1990-91 | 20      | FC Barcelone-Español  | 5 – 2    | Laudrup (32)(72), Bakero (48)(53), Julio Salinas (70)                     | Mendiondo (37), Àlex Garcia (82)                         |
| 115 | 1991-92 | 18      | FC Barcelone-Español  | 4 – 3    | Begiristain (10), Laudrup (29), Stoitchkov (44), Koeman (81)              | Korneiev (46)(48), Lluís (88)                            |
| 116 | 1991-92 | 37      | Español-FC Barcelone  | 0 – 4    |                                                                           | Koeman (30), Begiristain (52), Eusebio (60), Ferrer (89) |
| 117 | 1992-93 | 12      | FC Barcelone-Español  | 5 – 0    | Stoitchkov (30), Nadal (38), Koeman (57), Witschge (72), Begiristain (77) |                                                          |
| 118 | 1992-93 | 31      | Español-FC Barcelone  | 0 – 1    |                                                                           | Koeman (67)                                              |
| 119 | 1994-95 | 3       | Español-FC Barcelone  | 0 – 0    |                                                                           |                                                          |
| 120 | 1994-95 | 22      | FC Barcelone-Español  | 3 – 0    | Stoitchkov (2), Begiristain (22), Sergi (28)                              |                                                          |
| 121 | 1995-96 | 19      | FC Barcelone-Espanyol | 2 – 1    | Nadal (38), Òscar (89)                                                    | Bogdanovic (68)                                          |
| 122 | 1995-96 | 40      | Espanyol-FC Barcelone | 1 – 1    | Urzaiz (89)                                                               | Figo (67)                                                |
| 123 | 1996-97 | 2       | FC Barcelone-Espanyol | 2 – 1    | Giovanni (83), Pizzi (89)                                                 | Lardín (69)                                              |
| 124 | 1996-97 | 23      | Espanyol-FC Barcelone | 2 – 0    | Raducioiu (14)(50)                                                        |                                                          |
| 125 | 1997-98 | 16      | FC Barcelone-Espanyol | 3 – 1    | Luis Enrique (24), Giovanni (51), Sergi (72)                              | Esnáider (58)                                            |
| 126 | 1997-98 | 35      | Espanyol-FC Barcelone | 1 – 1    | Sergio (56)                                                               | Figo (37)                                                |
| 127 | 1998-99 | 7       | Espanyol-FC Barcelone | 1 – 2    | De Lucas (59)                                                             | Kluivert (9), Giovanni (82)                              |
| 128 | 1998-99 | 26      | FC Barcelone-Espanyol | 3 – 0    | Rivaldo (16)(29), Kluivert (52)                                           |                                                          |
| 129 | 1999-00 | 3       | FC Barcelone-Espanyol | 3 – 0    | Rivaldo (74)(85), Kluivert (83)                                           |                                                          |
| 130 | 1999-00 | 22      | Espanyol-FC Barcelone | 1 – 1    | Benítez (21)                                                              | Kluivert (44)                                            |
| 131 | 2000-01 | 14      | FC Barcelone-Espanyol | 4 – 2    | Rivaldo (13)(57), Xavi (43), Luis Enrique (61)                            | Posse (52), Arteaga (82)                                 |
| 132 | 2000-01 | 33      | Espanyol-FC Barcelone | 0 – 0    |                                                                           |                                                          |
| 133 | 2001-02 | 18      | Espanyol-FC Barcelone | 2 – 0    | Tamudo (56)(69)                                                           |                                                          |
| 134 | 2001-02 | 37      | FC Barcelone-Espanyol | 2 – 0    | Kluivert (44), Xavi (75)                                                  |                                                          |
| 135 | 2002-03 | 3       | FC Barcelone-Espanyol | 2 – 0    | Kluivert (58), Luis Enrique (71)                                          |                                                          |
| 136 | 2002-03 | 22      | Espanyol-FC Barcelone | 0 – 2    |                                                                           | Cocu (40), Xavi (42)                                     |
| 137 | 2003-04 | 16      | Espanyol-FC Barcelone | 1 – 3    | Jordi Cruyff (8)                                                          | Ronaldinho (10), Kluivert (20)(35)                       |
| 138 | 2003-04 | 35      | FC Barcelone-Espanyol | 4 – 1    | Ronaldinho (34), Saviola (43)(57), Van Bronckhorst (54)                   | Tamudo (18)                                              |
| 139 | 2004-05 | 7       | Espanyol-FC Barcelone | 0 – 1    |                                                                           | Deco (9)                                                 |
| 140 | 2004-05 | 26      | FC Barcelone-Espanyol | 0 – 0    |                                                                           |                                                          |
| 141 | 2005-06 | 18      | Espanyol-FC Barcelone | 1 – 2    | Tamudo (60)                                                               | Deco (43), Eto'o (46)                                    |
| 142 | 2005-06 | 37      | FC Barcelone-Espanyol | 2 – 0    | Jarque (p.p.) (19), Ronaldinho (51)                                       |                                                          |
| 143 | 2006-07 | 18      | Espanyol-FC Barcelone | 3 – 1    | Luis García (30), Tamudo (64), Rufete (87)                                | Saviola (59)                                             |
| 144 | 2006-07 | 37      | FC Barcelone-Espanyol | 2 – 2    | Messi (42)(56)                                                            | Tamudo (28)(89)                                          |
| 145 | 2007-08 | 14      | Espanyol-FC Barcelone | 1 – 1    | Coro (68)                                                                 | Iniesta (5)                                              |
| 146 | 2007-08 | 33      | FC Barcelone-Espanyol | 0 – 0    |                                                                           |                                                          |
| 147 | 2008-09 | 5       | Espanyol-FC Barcelone | 1 – 2    | Coro (20)                                                                 | Henry (76), Messi (90)                                   |
| 148 | 2008-09 | 24      | FC Barcelone-Espanyol | 1 – 2    | Touré Yaya (62)                                                           | De la Peña (50)(54)                                      |
| 149 | 2009-10 | 14      | FC Barcelone-Espanyol | 1 – 0    | Ibrahimovic (39)                                                          |                                                          |
| 150 | 2009-10 | 33      | Espanyol-FC Barcelone | 0 – 0    |                                                                           |                                                          |
| 151 | 2010-11 | 16      | Espanyol-FC Barcelone | 1 – 5    | Osvaldo (63)                                                              | Pedro (18)(60), Xavi (29), David Villa (78)(84)          |
| 152 | 2010-11 | 35      | FC Barcelone-Espanyol | 2 – 0    | Iniesta (29), Piqué (48)                                                  |                                                          |
| 153 | 2011-12 | 18      | Espanyol-FC Barcelone | 1 – 1    | Álvaro Vázquez (85)                                                       | Fàbregas (15)                                            |
| 154 | 2011-12 | 37      | FC Barcelone-Espanyol | 4 – 0    | Messi (11)(63)(73)(78)                                                    |                                                          |
| 155 | 2012-13 | 18      | FC Barcelone-Espanyol | 4 – 0    | Pedro (15)(26), Xavi (9), Messi (28)                                      |                                                          |
| 156 | 2012-13 | 37      | Espanyol-FC Barcelone | 0 – 2    |                                                                           | Alexis Sánchez (13), Pedro (89)                          |
| 157 | 2013-14 | 12      | FC Barcelone-Espanyol | 1 – 0    | Alexis Sánchez (67)                                                       |                                                          |
| 158 | 2013-14 | 31      | Espanyol-FC Barcelone | 0 – 1    |                                                                           | Messi (77)                                               |
| 159 | 2014-15 | 14      | FC Barcelone-Espanyol | 5 – 1    | Messi (45)(50)(81), Piqué (53), Pedro (76)                                | Sergio García (13)                                       |
| 160 | 2014-15 | 33      | Espanyol-FC Barcelone | 0 – 2    |                                                                           | Neymar (16), Messi (24)                                  |
| 161 | 2015-16 | 18      | Espanyol-FC Barcelone | 0 – 0    |                                                                           |                                                          |
| 162 | 2015-16 | 37      | FC Barcelone-Espanyol | 5 – 0    | Messi (8), Luis Suárez (52)(61), Rafinha (74), Neymar (83)                |                                                          |
| 163 | 2016-17 | 16      | FC Barcelone-Espanyol | 4 – 1    | Luis Suárez (18)(67), Alba (69), Messi (89)                               | David Lopez (78)                                         |
| 164 | 2016-17 | 35      | Espanyol-FC Barcelone | 0 – 3    |                                                                           | Luis Suárez (50)(87), Rakitic (77)                       |
| 165 | 2017-18 | 3       | FC Barcelone-Espanyol | 5 – 0    | Messi (26)(35)(67), Piqué (87), Luis Suárez (90)                          |                                                          |
| 166 | 2017-18 | 22      | Espanyol-FC Barcelone | 1 – 1    | Gerard (66)                                                               | Piqué (82)                                               |
| 167 | 2018-19 | 15      | Espanyol-FC Barcelone | 0 – 4    |                                                                           | Messi (17)(65), Dembélé (26), Luis Suarez (45)           |
| 168 | 2018-19 | 29      | FC Barcelone-Espanyol | 2 – 0    | Messi (71)(89)                                                            |                                                          |
| 169 | 2019-20 | 19      | Espanyol-FC Barcelone | 2 – 2    | David Lopez (23), Wu (88)                                                 | Luis Suarez (50), Vidal (59)                             |
| 170 | 2019-20 | 35      | FC Barcelone-Espanyol | 1 – 0    | Luis Suarez (56)                                                          |                                                          |
| 171 | 2021-22 | 14      | FC Barcelone-Espanyol | 1 – 0    | Depay (48)                                                                |                                                          |
| 172 | 2021-22 | 24      | Espanyol-FC Barcelone | 2 – 2    | Darder (40), de Tomás (64)                                                | Pedri (2), De Jong (90)                                  |
| 173 | 2022-23 | 15      | FC Barcelone-Espanyol | 1 – 1    | Alonso (7)                                                                | Joselu (73)                                              |
| 174 | 2022-23 | 32      | Espanyol-FC Barcelone | –        |                                                                           |                                                          |

### Coupe d'Espagne
| #  | Saison    | Phase finale              | Rencontre             | Résultat | Buts (domicile)                         | Buts (extérieur)                    |
| -- | --------- | ------------------------- | --------------------- | -------- | --------------------------------------- | ----------------------------------- |
| 1  | 1956-1957 | finale                    | FC Barcelone-Espanyol | 1-0      | Sampedro (80)                           | -                                   |
| 2  | 1995-1996 | Demi-finale aller         | FC Barcelone-Espanyol | 1-0      | Popescu (50)                            | -                                   |
| 3  | 1995-1996 | Demi-finale retour        | Espanyol-FC Barcelone | 2-3      | Javi Garcia (37), Ismael Urzaiz (63)    | Kodro (42), Amor (79), Popescu (89) |
| 4  | 2000-2001 | Quart de finale aller     | Espanyol-FC Barcelone | 1-2      | Tamudo (57)                             | Rivaldo (13), Alfonso (41)          |
| 5  | 2000-2001 | Quart de finale retour    | FC Barcelone-Espanyol | 1-1      | De Boer (6)                             | Roger Garcia (19)                   |
| 6  | 2008-2009 | Quart de finale aller     | Espanyol-FC Barcelone | 0-0      | -                                       | -                                   |
| 7  | 2008-2009 | Quart de finale retour    | FC Barcelone-Espanyol | 3-2      | Bojan (35)(48), Piqué (56)              | Coro (58), Callejon (69)            |
| 8  | 2015-2016 | Huitième de finale aller  | FC Barcelone-Espanyol | 4-1      | Messi (13)(44), Piqué (49), Neymar (88) | Caicedo (9)                         |
| 9  | 2015-2016 | Huitième de finale retour | Espanyol-FC Barcelone | 0-2      | -                                       | Munir (32)(88)                      |
| 10 | 2017-2018 | Quart de finale aller     | Espanyol-FC Barcelone | 1-0      | Melendo (88)                            | -                                   |
| 11 | 2017-2018 | Quart de finale retour    | FC Barcelone-Espanyol | 2-0      | Luis Suarez (9), Messi (25)             | -                                   |

### Supercoupe d'Espagne
| # | Saison    | Rencontre             | Résultat | Buts (domicile)         | Buts (extérieur) |
| - | --------- | --------------------- | -------- | ----------------------- | ---------------- |
| 1 | 2006-2007 | Espanyol-FC Barcelone | 0-1      | -                       | Giuly (44)       |
| 2 | 2006-2007 | FC Barcelone-Espanyol | 3–0      | Xavi (2), Deco (12)(62) | -                |

## Aspects socio-économiques

### Dénomination du derby
En catalan, la confrontation opposant le FC Barcelone et l'Espanyol de Barcelone est désignée sous l'appellation Derbi barceloní (en français : derby barcelonais). Cette même dénomination est parfois utilisée en anglais, en allemand, en bosnien, voire en français par certains médias belges ou suisses,.
À Barcelone, la notoriété du derby est telle qu'il est parfois désigné simplement comme étant El Derbi.
En espagnol, la confrontation est désignée sous l'appellation derby barcelonés. Le terme gran derby de Cataluña (en français : grand derby de Catalogne) est également employé.

### Sécurité
Le match est classé « à très haut risque » par la Police de Barcelone. De ce fait, les moyens de sécurité mis en œuvre les jours de matchs sont généralement très importants.
Lors des matchs à domicile de l'Espanyol, en particulier à Monjuïc, la police surveille particulièrement le groupe Boixos Nois, réputé violent et à l'origine de nombreux incidents. Une méthode utilisée pour limiter le champ d'action des supporters radicaux et éviter les lancers de projectiles sur le terrain est l'augmentation de l'intensité de la lumière des projecteurs les soirs de matchs, ce qui permet de mieux contrôler visuellement les groupes problématiques. Cette technique a notamment été utilisée par l'Espanyol lors du derby de septembre 2008.
En 2012, à la suite d'incidents à Montjuic avec des supporters radicaux du FC Barcelone, l'Espanyol renforce ses dispositifs de sécurité en déployant près de 1 000 personnes autour du stade, quatre heures avant le début de la rencontre. Entre 230 et 250 Mossos sont prévus, auxquels s'ajoutent 150 agents de sécurité et 70 agents de la Police de Cornella. 340 vigiles complètent le dispositif, pour contrôler les points d'accès au stade.

### Couverture médiatique
Le match bénéficie d'une couverture médiatique internationale importante. 
En décembre 2014, le derby est diffusé en direct en Belgique par la chaîne de télévision 11+ du groupe Proximus TV.
Les médias sportifs bosniaques annoncent les matchs dans des articles mêlant composition des équipes et analyse.

### Incidents et opposition extra-sportive
Le 23 novembre 1924, l'Español et le FC Barcelone s'oppose lors d'un derby. L'Español compte alors dans ses rangs le gardien de but Ricardo Zamora, le milieu Crisant Bosch et le défenseur Ricardo Saprissa tandis que le FC Barcelone joue notamment avec le célèbre attaquant philippin Paulino Alcantara. C'est entre ces deux derniers qu'une dispute éclate quand Saprissa arrête violemment Alcantara et le blesse à la mâchoire. La match devient alors violent et des disputes éclatent entre les supporters du FC Barcelone et ceux de l'Español. Une autre faute, qui provoque l'expulsion du blaugrana Josep Samitier, provoque aussi des disputes entre les joueurs-mêmes. Le match est injouable. L'arbitre le suspend donc et le public lui jette alors des pièces de monnaie pour le blesser. L'Español remporte alors  le plus long derby de l'histoire qui sera rejoué à huis clos le 15 janvier 1925, soit 54 jours plus tard,.
Le 14 décembre 1952, quelqu'un a brûlé les serviettes normalement utilisées par les joueurs de l'Espanyol à la mi-temps, rendant l'atmosphère dans les vestiaires irrespirables. Lors du premier but de l'Espanyol, des mouvements de foule dans le stade, bondé, entraînent la mort d'une personne. À la suite de cet incident, les joueurs de l'Espanyol n'ont plus jamais utilisé les vestiaires du Stade des Corts, se réunissant à Sarrià avant de se déplacer.
En 1984, les Boixos Nois, supporters à tendance hooliganiste du FC Barcelone, se font remarquer par des insultes racistes visant le gardien de l'Espanyol, le Camerounais Thomas Nkono. À partir de 1985, les Brigadas Blanquiazules, groupe de supporter d'extrême droite du RCD Espanyol, s'oppose régulièrement aux supporters du FC Barcelone. Ce groupe, inspiré des groupes hooligans fascistes du Milan AC et de la SS Lazio, est souvent à l'origine de sifflets racistes et d'autres dérives politiques. En janvier 1991, un membre français de la Brigade, Frédéric Rouquier, est passé à tabac et tué à coups de couteau par 5 membres du Boixos Nois, un groupe de supporters du FC Barcelone.
Le 28 septembre 2008, un derby est joué à Montjuic, stade ou évoluait alors l'Espanyol. Durant le match, les Boixos Nois, groupe de supporters ultras du FC Barcelone, lancent des fumigènes sur les supporters adverses. Cinq personnes sont arrêtées pour violences. Depuis ce derby, les dirigeants de chaque club ne vendent plus de billets aux supporters adverses. Ainsi, au Camp Nou et au Cornella, il n'y a plus de parcage visiteurs les jours de derby barcelonais.
En avril 2015, en marge d'un derby de Liga, certains supporters de l'Espanyol se rendent coupables d'insultes diverses et de « huées racistes » visant les Brésiliens Neymar et Daniel Alves, l'Argentin Lionel Messi et les Espagnols Gerard Piqué et Jordi Alba. La Fédération royale espagnole de football, soutenue par le gouvernement, qui souhaite lutter contre les comportements xénophobes et violents liés aux sports, menace alors l'Espanyol de le condamner à payer plusieurs milliers d'euros d'amende,.
En janvier 2016, en huitièmes de la Coupe du Roi, le joueur de l'Espanyol Papakouli Diop est expulsé après avoir insulté le joueur du Barça Luis Alberto Suárez, faisant des allusions obscènes portant sur sa mère. À l'issue d'un derby très tendu se terminant par un 4-1 pour le FC Barcelone notamment grâce à un doublé et deux passes décisives (pour Piqué et pour Neymar) de Messi, Suarez insulte les joueurs de l'Espanyol dans le couloir, alors que ces derniers monte les escaliers, ce qui provoque une bagarre entre les deux équipes. Le personnel de sécurité est contraint d'intervenir pour faire cesser les violences,. Le huitième retour est paradoxalement marqué par un épisode cocasse : Álvaro, défenseur de l'Espanyol insulte Messi en le traitant de nain. Messi lui répond alors « et toi t'es nul » ce à quoi Àlvaro répond « C’est vrai, on a raison tous les deux », provocant un éclat de rire au lieu d'une éventuelle dispute, et entraînant des réactions positives sur les réseaux sociaux.

## Statistiques

### Meilleurs buteurs de tous les temps dans le derby
| Joueur           | Club(s)                   | Championnat d'Espagne | Coupe d'Espagne | Supercoupe d'Espagne | Buts | Années              |
| ---------------- | ------------------------- | --------------------- | --------------- | -------------------- | ---- | ------------------- |
| Lionel Messi     | FC Barcelone              | 22                    | 3               | 0                    | 25   | 2004-2021           |
| Luis Suárez      | FC Barcelone              | 10                    | 1               | 0                    | 11   | 2014-2020           |
| César Rodriguez  | FC Barcelone              | 11                    | 0               | 0                    | 11   | 1939-1955           |
| Raúl Tamudo      | RCD Espanyol              | 8                     | 1               | 0                    | 9    | 1996-2010           |
| Rafael Marañón   | RCD Espanyol              | 9                     | 0               | 0                    | 9    | 1974-1983           |
| Patrick Kluivert | FC Barcelone              | 8                     | 0               | 0                    | 8    | 1998-2004           |
| Rivaldo          | FC Barcelone              | 6                     | 1               | 0                    | 7    | 1997-2002           |
| Gerard Piqué     | FC Barcelone              | 4                     | 2               | 0                    | 6    | 2008-2022           |
| Xavi             | FC Barcelone              | 5                     | 0               | 1                    | 6    | 1998-2015           |
| Pedro Rodríguez  | FC Barcelone              | 6                     | 0               | 0                    | 6    | 2008-2015           |
| Cayetano Ré      | FC Barcelone/RCD Espanyol | 6                     | 0               | 0                    | 6    | 1962-1965/1966-1971 |

### Joueurs les plus capés de tous les temps dans le derby
| Joueur             | Club(s)      | Apparitions | Années              |
| ------------------ | ------------ | ----------- | ------------------- |
| Xavi               | FC Barcelone | 36          | 1998-2015           |
| Lionel Messi       | FC Barcelone | 35          | 2004-2021           |
| Sergio Busquets    | FC Barcelone | 31          | 2008-2023           |
| Andrés Iniesta     | FC Barcelone | 31          | 2002-2018           |
| Gerard Piqué       | FC Barcelone | 29          | 2008-2022           |
| Carles Puyol       | FC Barcelone | 26          | 1999-2014           |
| Migueli            | FC Barcelone | 25          | 1973-1988           |
| Raúl Tamudo        | RCD Espanyol | 23          | 1996-1997/1998-2010 |
| Víctor Valdés      | FC Barcelone | 20          | 2000-2014           |
| Antonio Argiles    | RCD Espanyol | 20          | 1950-1964           |
| José María         | RCD Espanyol | 20          | 1965-1976           |
| Dani Alves         | FC Barcelone | 18          | 2008-2016           |
| Carles Rexach      | FC Barcelone | 18          | 1966-1981           |
| Juan Manuel Asensi | FC Barcelone | 18          | 1970-1981           |

### Palmarès
La différence de palmarès entre les deux clubs est souvent évoquée dans l'optique d'illustrer la différence de niveau sportif et de notoriété du FC Barcelone et du RCD Espanyol. En outre, en 2023, alors que le palmarès du FCB présente 28 Championnats d'Espagne, 32 Coupes d’Espagne et 5 Ligue des champions contre 4 Coupes d'Espagne pour l'Espanyol, le journal Le Figaro utilise cet argument pour comparer le derby au combat biblique entre David et Goliath. 
Le tableau suivant propose une comparaison des palmarès des deux clubs. Seules les compétitions auxquelles les deux clubs ont participé et la Ligue des champions de l'UEFA à titre indicatif sont mentionnées.
| Catégorie                | Compétition                      | Titre pour le FC Barcelone | Dernier titre | Titre pour le RCD Espanyol | Dernier titre |
| ------------------------ | -------------------------------- | -------------------------- | ------------- | -------------------------- | ------------- |
| Compétitions nationales  | Primera División / Liga BBVA     | 28                         | 2025          | 0                          | -             |
| Compétitions nationales  | Segunda División / Liga Adelante | 0                          | -             | 2                          | 2021          |
| Compétitions nationales  | Coupe d'Espagne                  | 32                         | 2025          | 4                          | 2006          |
| Compétitions nationales  | Supercoupe d'Espagne             | 15                         | 2025          | 0                          | -             |
| Compétitions disparues   | Championnat de Catalogne         | 21                         | 1938          | 12                         | 1940          |
| Compétitions disparues   | Coupe de la Ligue                | 2                          | 1986          | 0                          | -             |
| Compétitions européennes | Ligue des champions de l'UEFA    | 5                          | 2015          | 0                          | -             |
| Compétitions européennes | Coupe des vainqueurs de coupe    | 4                          | 1997          | 0                          | -             |
| Compétitions européennes | Coupe des villes de foires       | 3                          | 1966          | 0                          | -             |
| Compétitions européennes | Supercoupe de l'UEFA             | 5                          | 2015          | 0                          | -             |

### Records
Le meilleur buteur de l'histoire du derby barcelonais est le joueur du FC Barcelone Lionel Messi qui compte 25 buts en 35 matchs.
Le meilleur buteur de l'histoire du derby barcelonais sur coup franc direct est le joueur du FC Barcelone Lionel Messi avec 5 buts.
Le meilleur buteur de l'histoire du derby barcelonais sur pénalty est le joueur du FC Barcelone Lionel Messi avec 5 buts.
Le joueur ayant marqué le plus de hat-tricks dans l'histoire du derby est le joueur du FC Barcelone Lionel Messi qui compte 3 triplés (4 buts le 5 mai 2012, 3 buts le 7 décembre 2014 et 3 buts le 9 septembre 2017).
Les joueurs ayant inscrit un quadruplé dans l'histoire du derby sont : Josep Escola (16 mars 1947), César Rodriguez (28 mars 1948), Marcos Alonso Pena (22 avril 1984) et Lionel Messi (5 mai 2012).
La plus large victoire du FC Barcelone s'est faite sur le score de 5-0, atteint sept fois, dont cinq fois à domicile et deux fois à l'extérieur. La plus large victoire du RCD Espanyol est 6-0 à domicile, en 1960-1961, et 4-1 à l'extérieur, en 1953-1954.
Le joueur ayant disputé le plus de derby est le barcelonais Xavi Hernández qui compte aujourd'hui 36 apparitions.
Le joueur le plus expulsé du derby est Luís Figo qui compte 3 expulsions.
Le 13 décembre 2003, 6 joueurs ont été expulsés pendant ce derby (Rafael Márquez, Ricardo Quaresma, Phillip Cocu pour le FC Barcelone/Iván de la Peña, Alberto Lopo, Antonio Soldevilla pour l'Espanyol de Barcelone).

## Joueurs du derby barcelonais ayant écopé d'un carton rouge
| Joueur              | Equipe       | Année |
| ------------------- | ------------ | ----- |
| Manu Morlanes       | RCD Espanyol | 2022  |
| Nico Melamed        | RCD Espanyol | 2022  |
| Gerard Piqué        | FC Barcelone | 2022  |
| Pol Lozano          | RCD Espanyol | 2020  |
| Ansu Fati           | FC Barcelone | 2020  |
| Frenkie de Jong     | FC Barcelone | 2020  |
| Pape Diop           | RCD Espanyol | 2016  |
| Hernan Perez        | RCD Espanyol | 2016  |
| Jordi Alba          | FC Barcelone | 2015  |
| Hector Moreno       | RCD Espanyol | 2015  |
| Kiko Casilla        | RCD Espanyol | 2014  |
| Mubarak Wakaso      | RCD Espanyol | 2013  |
| Dani Alves          | FC Barcelone | 2010  |
| Seydou Keita        | FC Barcelone | 2009  |
| Dani Jarque         | RCD Espanyol | 2009  |
| Nenê                | RCD Espanyol | 2008  |
| Dani Jarque         | RCD Espanyol | 2005  |
| Rafael Marquez      | FC Barcelone | 2003  |
| Phillip Cocu        | FC Barcelone | 2003  |
| Ricardo Quaresma    | FC Barcelone | 2003  |
| Ivan De la Pena     | RCD Espanyol | 2003  |
| Antonio Soldevilla  | RCD Espanyol | 2003  |
| Alberto Lopo Garcia | RCD Espanyol | 2003  |
| Alberto Lopo Garcia | RCD Espanyol | 2002  |
| Alex Fernandez      | RCD Espanyol | 2002  |
| Pablo Rotchen       | RCD Espanyol | 2001  |
| Phillip Cocu        | FC Barcelone | 2001  |
| Mauricio Pochettino | RCD Espanyol | 1999  |
| Luis Figo           | FC Barcelone | 1999  |
| Mauricio Pellegrino | FC Barcelone | 1998  |
| Federico Dominguez  | RCD Espanyol | 1998  |
| Torres Mestre       | RCD Espanyol | 1997  |
| Luis Figo           | FC Barcelone | 1997  |
| Ivan De la Pena     | FC Barcelone | 1996  |
| Luis Figo           | FC Barcelone | 1996  |
| Guillermo Amor      | FC Barcelone | 1996  |
| Urbano Ortega       | RCD Espanyol | 1992  |
| Nando Munoz         | FC Barcelone | 1992  |

## Personnalités

### Entraîneurs
En 2003, Radomir Antić, l'entraîneur du FCB, et Javier Clemente, l'entraîneur de l'Espanyol, sont des « ennemis déclarés » dont l'animosité remonte à 1997, où Antić a accusé Clemente d'avoir truqué le tirage de la Coupe du Roi, ce dernier ayant répondu avec des insultes. À la suite de cette affaire, les deux hommes s'étaient opposés devant les tribunaux.

### Joueurs
Dans les années 1920, le gardien de but Ricardo Zamora est notamment l'objet de plusieurs transferts entre les deux clubs. Les joueurs deviennent plus ou moins illégalement rémunérés, alors que l'amateurisme est en place en Espagne. Le transfert de Zamora est considéré par la presse madrilène comme de l'amateurisme marron. Cette affaire, en partie, permet d'aboutir à l'instauration officielle du professionnalisme en Espagne le 28 juin 1924,.
Durant les années 1970, le défenseur Canito est formé au FC Barcelone mais part à l'Espanyol pour revenir au FC Barcelone, alors que l'Espanyol était son club de cœur. Un de ses camarades au FC Barcelone dévoile qu'il portait un maillot de l'Espanyol sous celui des blaugranas à l'entrainement.
En avril 1980, le FC Barcelone reçoit l'Athletic Bilbao tandis que l'Espanyol joue un match pour la maintien contre Hércules. Au milieu du match, le commentateur annonce un but de l'Espanyol à Alicante. Tout le public bronche tandis que Canito, lui lève les bras. Un an plus tard, il revient à l'Espanyol.
En 2003, deux joueurs de l'Espanyol formés au FC Barcelone, Iván de la Peña et Oscar García Junyent, abordent le derby avec une certaine rancœur envers le FCB, dont ils ont dû « s'exiler ».
- Ricardo Zamora
- Ladislao Kubala
- Zoltán Czibor
- Cayetano Ré
- Javier Urruticoechea
- Pichi Alonso
- Ernesto Valverde
- Miquel Soler
- Cristóbal Parralo
- Fernando Muñoz
- Igor Korneev
- Iván de la Peña
- Jordi Cruyff
- Óscar García
- Roger García
- Joan Verdú
- Sergio García
- Víctor Sánchez
- Canito [18]
- Pakán
- Martín Ventolrá
- Romà Forns
- Enrique Mas
- Emil Walter
- Francisco Rufete
- Toni Velamazán
- Simão Sabrosa
- Abraham González Casanova
- Paco Montañés
- Steve Archibald
- Aleix Vidal
- Paco Bru
- José Padrón
- Marcial Pina
- Samuel Eto'o
- Philippe Coutinho
- Martin Braithwaite

## Derby féminin

### Histoire
Les sections féminines du FC Barcelone et de l'Espanyol Barcelone s'affrontent depuis les débuts des deux équipes et la finale d'un tournoi catalan en mars 1971 au Camp Nou. Le FC Barcelone est alors représenté par une équipe nommée Selecció Ciutat de Barcelona, qui n'est pas encore officiellement une section du club (il faudra attendre 2002 pour qu'elle soit complètement intégrée).
C'est à l'occasion d'un derby barcelonais le 6 janvier 2021 que le FC Barcelone retourne au Camp Nou pour la première fois depuis ses débuts. Devant des tribunes malheureusement vides à cause de la pandémie de Covid-19, les Blaugranas infligent une manita à l'Espanyol. À la fin de la saison, l'Espanyol est relégué en deuxième division. L'année suivante, il rate la promotion en terminant juste derrière une autre équipe barcelonaise, Levante Las Planas. Le derby est cependant toujours disputé avec l'équipe B du FC Barcelone, qui évolue également en deuxième division, même s'il a forcément moins de saveur.
En coupe de Catalogne, alors que l'Espanyol a remporté les quatre premières éditions, le Barça compte désormais 10 titres contre 5 pour les Blanquiazules. Globalement, l'Espanyol a dominé le derby barcelonais dans les années 2000, tandis que le Barça prend l'avantage depuis les années 2010.

### Palmarès
| Catégorie                | Compétition                   | Titre pour le FC Barcelone | Dernier titre | Titre pour le RCD Espanyol | Dernier titre |
| ------------------------ | ----------------------------- | -------------------------- | ------------- | -------------------------- | ------------- |
| Compétitions nationales  | Primera División / Liga F     | 8                          | 2023          | 1                          | 2006          |
| Compétitions nationales  | Coupe de la Reine             | 9                          | 2022          | 6                          | 2012          |
| Compétitions nationales  | Supercoupe d'Espagne          | 3                          | 2023          | 0                          | -             |
| Compétitions régionales  | Coupe de Catalogne            | 10                         | 2019          | 5                          | 2013          |
| Compétitions européennes | Ligue des champions de l'UEFA | 2                          | 2023          | 0                          | -             |

### Personnalités emblématiques
De nombreuses joueuses sont passées d'un club à l'autre, surtout en direction du FC Barcelone, qui n'a jamais hésité à piocher dans le réservoir de joueuses du rival, mais ces transferts ont parfois été polémiques. En 2009, Noemí Rubio, alors joueuse de l'Espanyol, poste une photo sur Facebook où elle porte la maillot du FC Barcelone pour supporter l'équipe masculine en coupe du Roi. Elle est alors écartée du groupe, et finit par rejoindre le FC Barcelone dès la saison suivante.
| Du FC Barcelone au RCD Espanyol | Du FC Barcelone au RCD Espanyol | Du FC Barcelone au RCD Espanyol | Du RCD Espanyol au FC Barcelone | Du RCD Espanyol au FC Barcelone | Du RCD Espanyol au FC Barcelone |
| Joueuse                         | Au Barça                        | À l'Espanyol                    | Joueuse                         | À l'Espanyol                    | Au Barça                        |
| ------------------------------- | ------------------------------- | ------------------------------- | ------------------------------- | ------------------------------- | ------------------------------- |
| Goretti Donaire                 | 1999-2001                       | 2001-2005                       | Raquel Cabezón                  | 1994-2005                       | 2005-2006                       |
| Adriana Martín                  | 2002-2003, 2004-2005            | 2005-2009                       | Goretti Donaire                 | 2001-2005                       | 2005-2006                       |
| Raquel Cabezón                  | 2005-2006                       | 2006-2007                       | Vicky Losada                    | 2007-2008                       | 2008-2015, 2016-2021            |
| Vicky Losada                    | 2004-2007                       | 2007-2008                       | Marta Cubí                      | 2003-2009                       | 2009-2010                       |
| María José Pons                 | 2003-2005                       | 2009-2013, 2017-2020            | Noemí Rubio                     | 2005-2009                       | 2009-2011                       |
| Alba Montserrat                 | 1995-2003                       | 2010-2012                       | Carolina Férez                  | 2007-2009                       | 2009-2014                       |
| Mari Paz Vilas                  | 2008-2011                       | 2011-2013                       | Marta Corredera                 | 2006-2010                       | 2010-2015                       |
| Kenti Robles                    | 2011-2014                       | 2014-2015                       | Míriam Diéguez                  | 2002-2010                       | 2011-2017                       |
|                                 |                                 |                                 | Kenti Robles                    | 2006-2011                       | 2011-2014                       |
| Alexia Putellas                 | 2006-2011                       | 2012-                           |                                 |                                 |                                 |
| Marta Torrejón                  | 2001-2013                       | 2013-                           |                                 |                                 |                                 |
| Claudia Pina                    | 2011-2013                       | 2013-                           |                                 |                                 |                                 |
| Ana Romero                      | 2010-2013                       | 2013-2015                       |                                 |                                 |                                 |
| Ane Bergara                     | 2005-2011                       | 2015-2017                       |                                 |                                 |                                 |
| Bárbara Latorre                 | 2013-2015                       | 2015-2019                       |                                 |                                 |                                 |
| Mapi León                       | 2013-2014                       | 2017-                           |                                 |                                 |                                 |
| Andrea Pereira                  | 2009-2016                       | 2018-2022                       |                                 |                                 |                                 |
| Emma Ramírez                    | 2017-2019                       | 2019-                           |                                 |                                 |                                 |